# Gianfranco Agus
Gianfranco Agus (Napoli, 5 febbraio 1949) è un conduttore televisivo, personaggio televisivo e attore italiano.

## Biografia
Figlio di Giorgio Agus e nipote dell'attore Gianni Agus (fratello di suo padre), Gianfranco Agus ha condotto Il sabato dello Zecchino alla fine degli anni ottanta con Ave Ninchi. Come conduttore televisivo ha coadiuvato Michele Cucuzza nel programma La vita in diretta. Nel 2004 è stato coinvolto in un caso di pubblicità occulta presso il ristorante "Pentola d'oro" di Sesto San Giovanni, che ha portato alla sospensione sua (ordinata dall'allora direttore di Rai 1 Fabrizio Del Noce) e all'autosospensione dello stesso Cucuzza. Reintegrato nella trasmissione dopo pochi mesi, è stato inviato dei servizi di punta della trasmissione di Raiuno.
Sempre in televisione, ha presentato il Nuovo Cantagiro (1991-1992) e partecipato alle trasmissioni Hamburger Serenade (1986) e Porto Matto (1987-1988). Ha recitato in alcune commedie italiane, tra cui Vacanze in America e Casa mia, casa mia.... Nel 2023, dopo sette anni di assenza, rientra in televisione per essere l'inviato per il Festival di Sanremo nella trasmissione BellaMa'.

## Filmografia
- Vacanze in America, regia di Carlo Vanzina (1984)
- Ultimo minuto, regia di Pupi Avati (1987)
- Casa mia, casa mia..., regia di Neri Parenti (1988)
- E adesso sesso, regia di Carlo Vanzina (2001)

## Programmi televisivi
- Colonna Sonora - Festival delle musiche da film e delle sigle Tv (Rai 1, 1984)
- Hamburger Serenade (Rai 1, 1986)
- Porto Matto (Rai 1, 1987)
- Euronote (Rai 1, 1988)
- VI Festival Nazionale del Piano Bar (Rai 1, 1987)
- Il Sabato dello Zecchino - Speciale Vacanze (Rai 1, 1987)
- L'Attesa (Rai 1, 1987-1988)
- Buon Natale a tutto il mondo (Rai 1, 1987, 1992)
- Il Sabato dello Zecchino (Rai 1, 1988-1991)
- Il Sabato dello Zecchino - Speciale Estate (Rai 1, 1988-1991)
- Il Sabato dello Zecchino - Speciale Autunno (Rai 1, 1988-1990)
- Il Sabato dello Zecchino - Speciale Carnevale (Rai 1, 1989-1990)
- Il Sabato dello Zecchino - Speciale Pasqua (Rai 1, 1990)
- Il Sabato dello Zecchino - Caccia al primato (Rai 1, 26-30 maggio 1989)
- Il Sabato dello Zecchino - Concerti all'Est (Rai 1, 1990)
- Concerto di Primavera (Rai 1, 1990)
- Comica Donna (Rai 1, 1990)
- Il Sabato dello Zecchino - Speciale Scuola (Rai 1, 1991)
- Festa del Papà (Rai 1, 1991)
- Insieme (Rai 2, 1991)
- Splash & Splash - 12 canzoni per l'estate (Rai 1, 1991)
- La Banda dello Zecchino (Rai 1, 1991-1992)
- Il Nuovo Cantagiro (Rai 2, 1991-1992)
- Tutto in una Notte - La grande città della musica (Rai 2, 1992)
- Buona fortuna (Rai 1, 1993)
- Tua bellezza e dintorni (Rai 2, 1993)  Inviato
- Detto tra noi (Rai 2, 1993-1994)  Inviato
- La Cronaca in diretta (Rai 2, 1994-1995)  Inviato
- Unomattina estate (Rai 1, 1994-1995)  Inviato
- The Best in Show - Il Top dei Cani (Rai 1, 1995)
- L'Italia in diretta (Rai 2, 1995-1996; Rai 1, 2013-2015) Inviato
- Cronaca in diretta (Rai 2, 1996-1998)  Inviato
- Fragole e mambo (Rai 2, 1999-2000) Inviato
- La vita in diretta (Rai 2, 1998-2000; Rai 1, 2000-2016)  Inviato
- La vita in diretta Sera (Rai 1, 2002) Inviato
- Un giorno speciale (Rai 1, 2003-2004) Inviato
- Rosa, bianco e nero (Rai 1, 2004-2005 Inviato
- Festa italiana (Rai 1, 2005-2010)  Inviato
- E la chiamano estate (Rai 1, 2006-2009) Inviato
- Buon pomeriggio Italia (Rai 1, 2011-2013) Inviato
- Estate in diretta (Rai 1, 2011, 2013-2016)  Inviato
- BellaMa' (Rai 2, 2023)  Inviato

## Radio
- Aperti il pomeriggio (Rai Radio Due, 1983)

## Pubblicità
- Abbigliamento Moratti Time